# Kultura Nazca

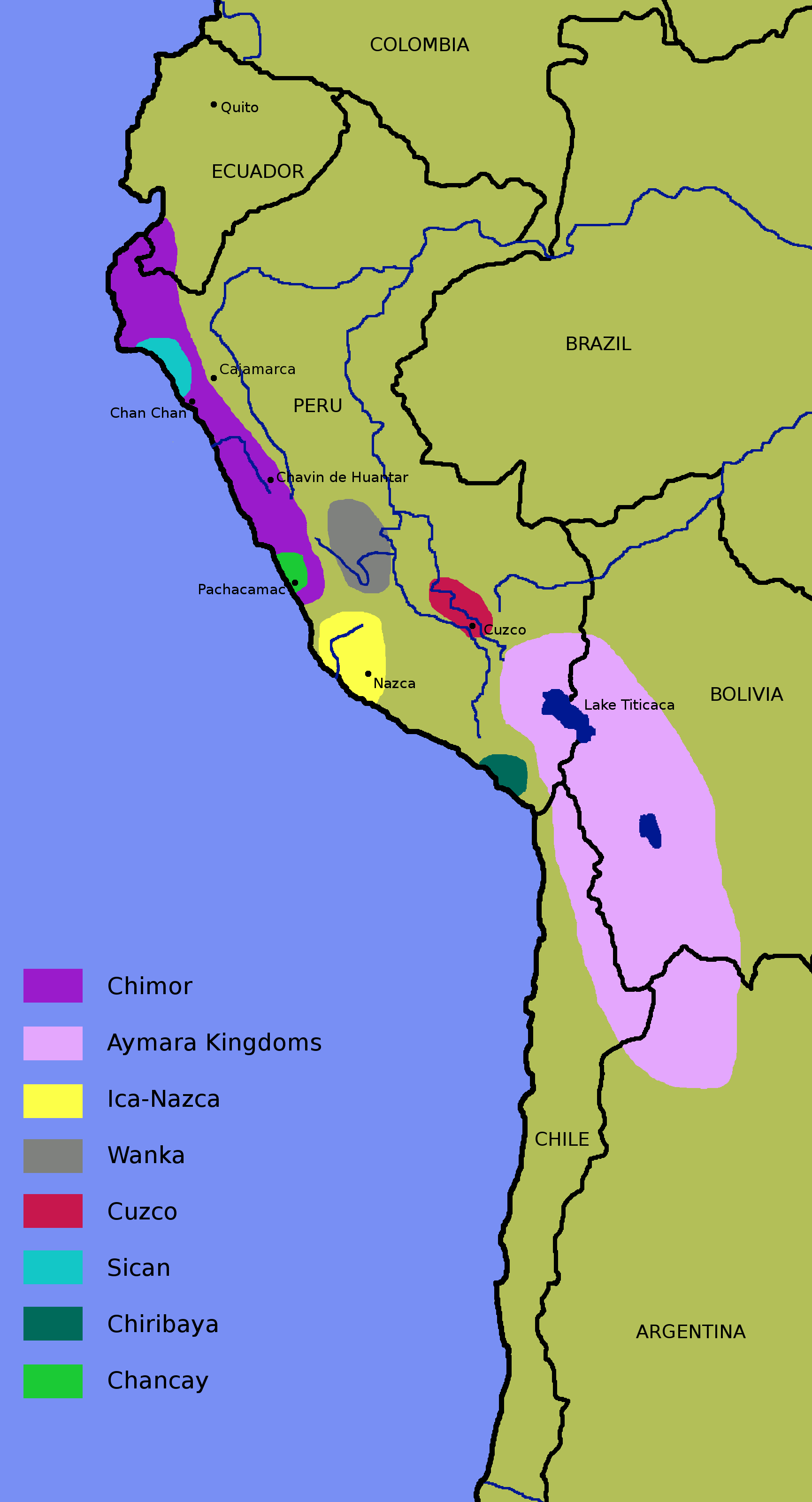
Ważniejsze kultury prekolumbijskie w okresie 1000-1400 z granicami współczesnych państw.

Kultura Nazca – kultura archeologiczna istniejąca w środkowej części Peru, na terenach wcześniej zajmowanych przez kulturę Paracas (pomiędzy rzekami Chincha i Acari) w okresie pomiędzy I a VIII wiekiem n.e. Główne ośrodki położone są w dolinach Ica, Pisco i Nazca. W latach późniejszych kultura ta zanika.
Niewiele jest odnalezionych przykładów architektury tego okresu. Pierwszym odnalezionym stanowiskiem archeologicznym jest Ocucaje, odkryte przez Maxa Uhle w 1901 r. Pierwszą osadę odnaleziono dopiero w 1931 r., ustalając jej położenie na podstawie zdjęć lotniczych z doliny Pisco.

## Cahuachi
W Cahuachi, najważniejszym ośrodku Nazca według obecnego stanu wiedzy, odkryto osadę otoczoną murem wzniesionym z suszonych cegieł. Przeprowadzone w latach 1985–1988 badania pozwoliły zidentyfikować półkoliste tarasy wzmocnione kamieniami. Wewnątrz zachowały się pozostałości zabudowań mieszkalnych i świątynnych. Budowle wykonane były przede wszystkich z suszonych cegieł, część chat wykonano z plecionego szkieletu z obrzutką z gliny.
Wśród zabudowań ośrodka ceremonialnego archeolodzy wyodrębnili Wielką Piramidę położoną przy Wielkim Placu, dwie Świątynie Schodkowe (Małą i Wielką) oraz zabudowania nazwane Monticulo, pełniące najprawdopodobniej rolę zaplecza gospodarczego świątyń. Są to ułożone tarasowo wielokondygnacyjne budowle podzielone na szereg mniejszych pomieszczeń. Komunikację pomiędzy poszczególnymi kondygnacjami zapewniały zbudowane wewnątrz budynku schody. W czasach późniejszych, pomieszczenia niższych pięter zostały wypełnione materiałem roślinnym i pochodzącym z rozbiórki innych obiektów. Możliwe, że miało to zapewnić większą wytrzymałość budowli położonej za terenie czynnym sejsmicznie i nawiedzanym przez liczne powodzie. Konstrukcja świątyń była zbliżona do konstrukcji zabudowań Monticulo.
W Acarí odkryto platformę, na której stała osada. Pozostałością po niej jest 240 słupów.
Na budynkach świątynnych nie odnaleziono wyobrażeń bóstw. Do osiągnięć cywilizacyjnych należą też budowane urządzenia nawadniające w postaci kanałów i podziemnych akweduktów.
Oprócz tajemniczych wzorów w pustynnym klimacie zachowało się wiele mumii. Znajdowane są też spreparowane ludzkie głowy, długo opisywane mylnie jako trofea wojenne. Nowsze badania wykazały, że zostały ścięte tubylcom.

## Ceramika

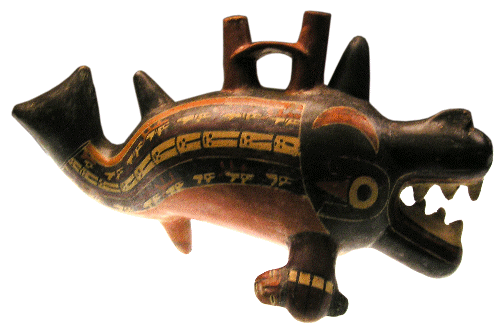
Naczynie ceramiczne kultury Nazca

Do najważniejszych zabytków związanych z kulturą Nazca należą naczynia ceramiczne. Znano je już pod koniec XIX w. Znaleziska o kształtach figuralnych należą do rzadkości. Naczynia mają proste, kuliste formy i bardzo bogatą polichromię, złożoną nawet z jedenastu barw, przy jednoczesnej nieznajomości barwy niebieskiej i zielonej. Typowe dla sztuki Nazca są naczynia z dwiema szyjkami połączonymi ze sobą rodzajem strzemienia. Motywy zdobnicze dzielone są na dwa typy.
- Realistyczne przedstawienia ptaków, roślin, ryb i twarzy kobiet.
- Zdobienia nawiązujące do motywów mitologicznych. Często powtarza się wyobrażenie drapieżnego kota (jaguara, pumy) trzymającego w łapach ludzką głowę.

## Rysunki z Nazca
Z kulturą Nazca związane są też gigantyczne wizerunki zwierząt i motywy geometryczne widoczne z lotu ptaka. Zostały one wytyczone na pustynnym płaskowyżu. Czas ich powstawania datowany jest na okres od około 800 r. p.n.e. do 400 r. albo od około 350 – 600 r. oraz w fazie drugiej na lata 1000-1200. Odnalezione kołki do ich tyczenia pochodzą z V w. Wizerunki powstały po wybraniu ciemnych kamieni i odsłonięciu jasnego tła. Istnieje kilka teorii na temat pochodzenia tych obrazów. Najbardziej popularna, popierana przez wielu naukowców, interpretuje je jako drogi procesyjne związane z centrami kulturowymi Nazca.